# Dayana Blanco Quiroga
Dayana Blanco Quiroga (Oruro, Bolivia) es una mujer de origen indígena aimara, licenciada en comercio internacional, activista por el medio ambiente y custodia del lago Uru Uru y sus humedales.

## Biografía
Desde pequeña, Dayana sintió empatía porla naturaleza, en sus palabras: "es nuestra casa grande y la única que tenemos". Ha obtenido numerosas becas internacionales, reconocimientos y capacitaciones por su trabajo como una activista ambiental de origen indígena:
[...] creo que lo importante ahora es que como mujer indígena puedo crear ese cambio. Gracias a mis ancestras que han estado antes de mí y han abierto la posibilidad de que yo pueda acceder a una educación que me ha transformado, que me ha ayudado a darme cuenta sobre qué está pasando a mi alrededor.
La participación de Dayana en el Foro Permanente de las Naciones Unidas para las Cuestiones Indígenas (UNPFII), le llevó a ser parte de actividades paralelas con otras organizaciones que trabajan temas similares a los de su comunidad, estas conexiones le permitieron promover su iniciativa comunitaria y el intercambio de conocimientos, además de adquirir becas para continuar con el proyecto comunitario. Participó en foros donde habla de su experiencia como mujer indígena: 
Creo que esa es la experiencia en la que, como mujer indígena, puedes potenciar tu voz. Yo sentí que había potenciado mi voz. No me sentí intimidada al hablar con gente poderosa. Había muchos responsables de la toma de decisiones... pero también reconozco mi poder al estar presente en ese foro, porque estamos luchando por nuestras comunidades e Incomindios lo está reconociendo... nos están introduciendo en ese tipo de mecanismos en los que podemos conectar con responsables de la toma de decisiones y organizaciones.

## Activismo
El lago Uru Uru se ubica en la comunidad de Vito, tiene 21 kilómetros de longitud y se encuentra cerca de la ciudad de Oruro, un centro industrial de minerales, por lo que enfrentó problemas como la contaminación por la minería ilegal, la acumulación de plásticos provenientes de la basura de la ciudad y el cambio climático, esto provocó que se sintieran malos olores, las personas de la comunidad enfermaran y la fauna conformada por flamingos diminuyera hasta casi desaparecer.
En 2019 hubo protestas de un grupo de jóvenes por la situación del lago, quienes a partir de una acción comunitaria plantearon el paro de la actividad minera y la inclusión del Gobierno para participar en la implementación de un plan de sostenibilidad contra los plásticos, de esta manera consiguieron que se realizara una inspección para ratificar la contaminación en el lago debido a los malos olores que emanaba. En respuesta a esta ratificación se propuso una solución consistente en una planta de tratamiento de agua con un costo de 5 millones bolivianos. Ante el excesivo costo de la solución, Dayana planteó el uso de la totora, una planta con propiedades de absorción de minerales pesados para ayudar al lago a limpiarse.

El uso de la totora surgió de la experiencia de la abuela de Dayana, quien empleaba totoras para filtrar agua para el ganado; una propuesta que era riesgosa con la contaminación del lago. Fue entonces que se planteó:
Creo en el poder de la naturaleza que sabe cómo sanarse...

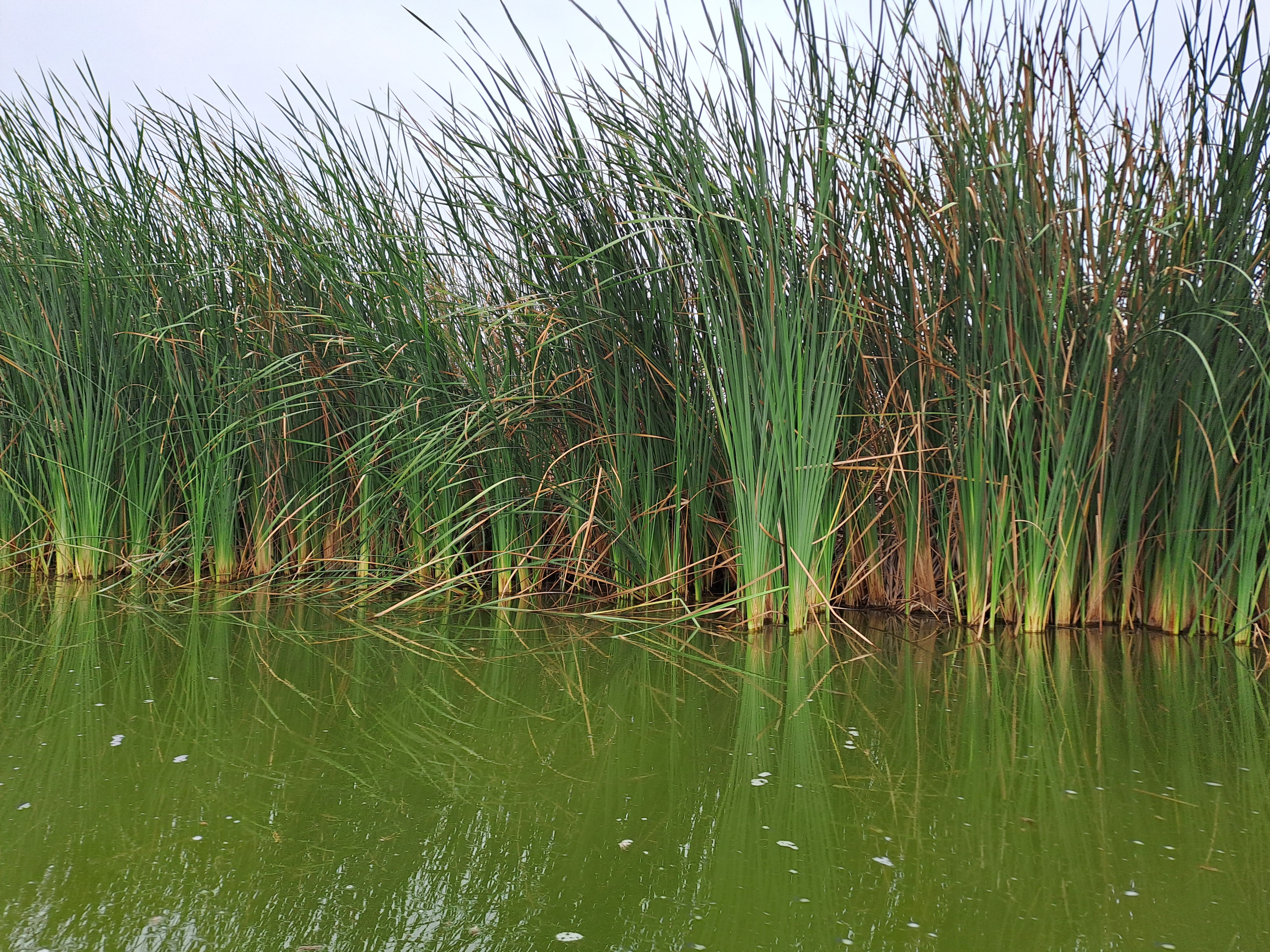
Planta totora, empleada en el lago Uru Uru para su restauración.

El reto era que las tepes, plantas jóvenes de totoras no se hundieran y que solo tocaran la superficie del agua, así que diseñaron unas balsas hechas de botellas recicladas de plástico, los primeros prototipos se hundían, hasta que en el tercer intento lograron el éxito; así fue como empleando conocimientos ecológicos tradicionales, implementaron 300 totoras en tres meses. Los problemas para mantener la iniciativa surgieron cuando las vacas intentaron comerse las totoras que no tenían alimento por las actividades mineras y personas invasoras intentaron ocupar terrenos cerca de lago, quienes intentaron destruir las balsas flotantes.
A partir de su iniciativa, han surgido aliados como la Fundación Gaia Pacha que proporcionó apoyo técnico con especialistas, es así como el equipo Ururu, que en 2024 estaba conformado por 30 personas voluntarias y al que se han incorporado al menos 70, han logrado plantar más de 3,000 totoras y con ello, restaurar un 30% del lago del 2020 al 2024. En 2025, GLP ha considerado el proyecto como un Semillero GLFx, que incremente las habilidades del equipo con cursos, mentorías y financiamiento.

## Proyectos alternos
Uno de los proyectos derivados de la iniciativa original es la educación ambiental para la infancia en la escuela básica en la Villa Challacollo, además, Dayana ha trabajado en un libro en lengua aimara e inglés para divulgar el trabajo en el lago Uru Uru, además, trabajan en la creación del primer laboratorio de investigación de la región andina, para la utilización de plantas autóctonas en iniciativas globales de justicia climática y medioambiental.
La comunidad también ha creado un huerto comunitario para el cultivo tal como lo hacían antes de la contaminación de la tierra y han creado un nuevo proyecto para probar el uso de otra planta nativa, la chijua.

## Colaboraciones
| Organización                                    | Apoyo                                         | Referencia |
| ----------------------------------------------- | --------------------------------------------- | ---------- |
| The United Nations Development Programme (UNDP) |                                               | [ 1 ]      |
| Ecuador Price                                   | Financiamiento para la implementación técnica | [ 1 ]      |

## Premios y reconocimientos
| Año  | Tipo       | Organización                                                    | Categoría                                 | Notas                                                | Referencia |
| ---- | ---------- | --------------------------------------------------------------- | ----------------------------------------- | ---------------------------------------------------- | ---------- |
| 2024 | Individual | Convención Ramsar                                               | Mujeres Hacedoras de Cambio 2024          | Por su contribución a la protección de los humedales | [ 6 ]      |
| 2024 | Individual | Global Landscapes Forum (GLF)                                   | Guardiana de la restauración de humedales |                                                      | [ 1 ]      |
| 2024 | Individual | The World Around                                                | Joven por el Clima                        |                                                      | [ 7 ]      |
| 2024 | Individual | Comité Internacional para los Pueblos Indígenas de las Américas | Becaria de la ONU                         | Jóvenes Incomindios                                  | [ 3 ]      |
| 2023 | Grupal     | Programa de las Naciones Unidas para el Desarrollo (PNUD)       | Premio Ecuatorial                         |                                                      | [ 1 ]      |